# Thương cảng Vân Đồn
Thương cảng Vân Đồn từng là một thương cảng của nước Đại Việt, tồn tại từ giữa thế kỷ 12 đến cuối thế kỷ 18 ở vùng biển nay thuộc tỉnh Quảng Ninh, Việt Nam. Đây là trung tâm giao thương lớn và quan trọng của Việt Nam lúc bấy giờ với nhiều thuyền buôn từ khắp châu Á và châu Âu đến buôn bán, trao đổi hàng hóa.

## Vị trí
Hiện nay vẫn còn nhiều ý kiến khác nhau về phạm vi của thương cảng, tuy nhiên các nhà sử học đều có chung nhận định rằng thương cảng Vân Đồn không bao gồm một bến cảng mà là hệ thống các bến thuyền cổ phân bố trên các đảo, ven bờ vịnh Hạ Long, Bái Tử Long, kéo dài từ Quảng Yên đến Móng Cái.

## Lịch sử
Theo Đại Việt sử ký toàn thư, vào năm 1149, thời vua Lý Anh Tông, thuyền buôn ba nước Trảo Oa, Xiêm La, Lộ Lạc (nay là Indonesia, Thái Lan) vào Hải Đông (Quảng Ninh ngày nay) xin ở lại buôn bán. Vua đã cho lập trang ở nơi hải đảo, gọi là Vân Đồn, để mua bán hàng hóa quý, dâng tiến sản vật địa phương.
Nhà Lý ban hành nhiều chính sách khuyến khích ngoại thương nên giao thương tại Vân Đồn phát triển. Hàng hóa trao đổi ở Vân Đồn là các sản vật tự nhiên phong phú như trầm hương, ngọc trai, nước mắm, ngà voi, vỏ quế, sừng tê giác, vàng, bạc, đồng, diêm tiêu. Hàng hóa nước ngoài nhập vào là gấm vóc. Hoạt động ngoại thương chỉ do nhà nước đảm trách, tư nhân không được tham gia buôn bán với nước ngoài. Để bảo vệ an ninh quốc gia, triều đình quy định, tàu thuyền nước ngoài, dù xa hay gần, đã vào cảng đều phải neo ở Vân Đồn, không được tiến sâu vào nội địa. Người nước ngoài chỉ được phép buôn bán ở một số địa điểm nhất định và chịu sự kiểm soát của nhà nước.
Đến thời nhà Trần (1225–1400), thị trường hương liệu thế giới sôi động, sự phát minh ra con đường hàng hải xuyên biển từ Trung Quốc đến Ai Cập đã đẩy nhịp độ buôn bán quốc tế phát triển mạnh hơn. Buôn bán ở thương cảng Vân Đồn tấp nập, mở rộng với nhiều nước như Nhật Bản, Mông Cổ, Philippines và châu Âu. Vân Đồn trở thành thương cảng lớn và có vị trí quan trọng nhất của Đại Việt. Cũng theo Đại Việt sử ký toàn thư: "Trước đây, thời nhà Lý, thuyền buôn tới thì vào các cửa biển Tha, Viên ở châu Diễn. Đến nay, đường biển đổi dời, cửa biển nông cạn, thuyền buôn phần nhiều tụ tập ở Vân Đồn..."
Việc quản lý ngoại thương, trấn giữ Vân Đồn được vua Trần giao cho các thân vương, đại thần trong triều đảm nhiệm, nổi bật trong số đó có Nhân Huệ vương Trần Khánh Dư. Lúc này Vân Đồn được bảo vệ chặt chẽ, rào gỗ được dựng lên quanh những nơi buôn bán và bãi biển xung yếu của đảo. Phần lớn người Vân Đồn làm nghề buôn nên cách ăn mặc đều giống người phương Bắc. Trần Khánh Dư đã lệnh cho quân lính tại Vân Đồn đội nón Ma Lôi, loại nón được sản xuất từ hương Ma Lôi, Hồng Lộ (nay là Hải Dương) để dễ dàng nhận ra quân Đại Việt, ngăn chặn quân Trung Quốc trà trộn vào. Triều Trần đặt quan cai quản Vân Đồn gồm có quan Trấn (võ tướng nắm giữ), quan Lộ (văn quan nắm giữ) và quan Sát hải sứ (quan kiểm soát mặt biển), đặt ở đây một đội quân riêng gọi là quân Bình Hải, có nhiệm vụ tuần tra bảo vệ vùng biển Đông Bắc, kiểm soát an ninh hoạt động ngoại thương.
Đến thời Lê sơ (1428–1527), do ảnh hưởng của thể chế quân chủ mô hình Nho giáo, triều đình ban hành bộ Quốc triều hình luật trong đó thi hành nhiều chính sách khắt khe với ngoại thương nên hoạt động giao thương tại Vân Đồn có phần sút kém hơn thời Lý, Trần.
Đến thời nhà Mạc (1527–1677), với chính sách mở cửa về thương mại, hoạt động ngoại thương tại thương cảng Vân Đồn lại hưng thịnh. Nhà Mạc còn cho xây dựng chùa ở Vụng huyện, xã Thắng Lợi, xây thành lũy ở Cẩm Phả, Hoành Bồ để phòng thủ đất nước. Thời Lê Trung hưng (1533–1789), hoạt động giao thương ở Vân Đồn vẫn được phát triển. Ngoài việc buôn bán, nhà Lê còn quan tâm xây dựng đình làng để làm nơi sinh hoạt văn hóa tâm linh cho cư dân biển đảo như đình Cái Làng, đình Cống Cái, xã Quan Lạn.
Đến cuối thế kỷ 17, thuyền buôn Trung Quốc, Nhật Bản, Hà Lan, Anh... được vào sâu trong nội địa buôn bán, Kẻ Chợ (Thăng Long), Phố Hiến (Hưng Yên), Hội An (Quảng Nam) trở thành các trung tâm giao thương mới, thương cảng Vân Đồn không còn giữ vai trò trung tâm thương mại. Đầu thế kỷ 19 thời nhà Nguyễn, thương cảng đã đi vào giai đoạn suy tàn không còn hoạt động.

## Di tích
Di tích Thương cảng Vân Đồn bao gồm hệ thống các bến thuyền cổ trên phạm vi khoảng 200 km² trong vịnh Bái Tử Long, có các bến: Cống Đông, Cống Tây, Cái Làng, Cống Cái, Con Quy, Cái Cống, Cống Yên, Cống Hẹp thuộc bốn xã: Thắng Lợi, Ngọc Vừng, Quan Lạn, Minh Châu của huyện Vân Đồn.
Do thời gian và sự bồi đắp của biển nên dấu tích của thương cảng Vân Đồn xưa chỉ còn lại hàng triệu mảnh sành sứ, các nền nhà, công trình, tiền cổ trong lòng đất, trên bờ vụng tại các bến thuyền cổ. Ngày 29 tháng 10 năm 2003, các bến Cống Đông, Cống Tây (xã Thắng Lợi) và bến Cái Làng (xã Quan Lạn) được Bộ Văn hóa Thông tin xếp hạng là di tích lịch sử cấp quốc gia tại Quyết định số 59/2003/QĐ-BVHTT.